# Gourdou-Leseurre

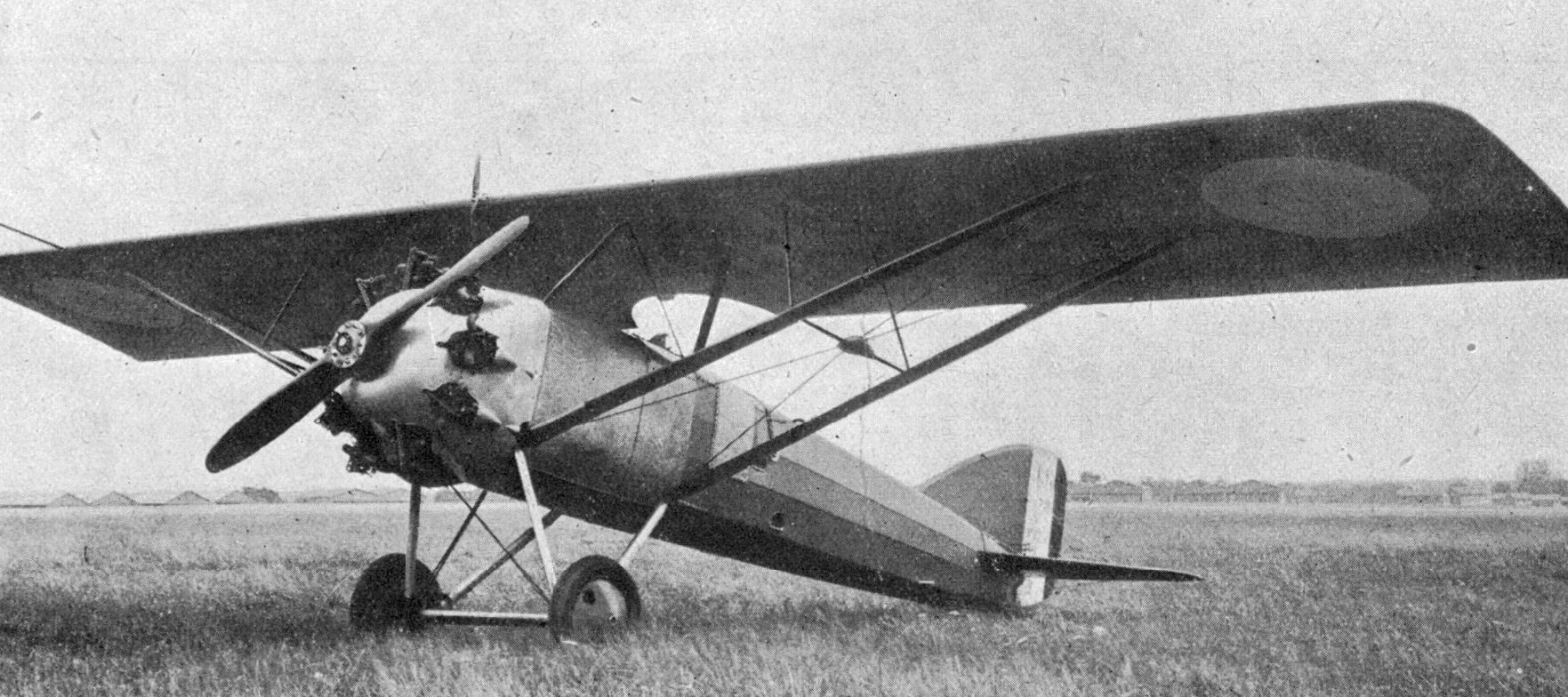
LGL.32 C.1 L'Aéronautique (januari 1926)

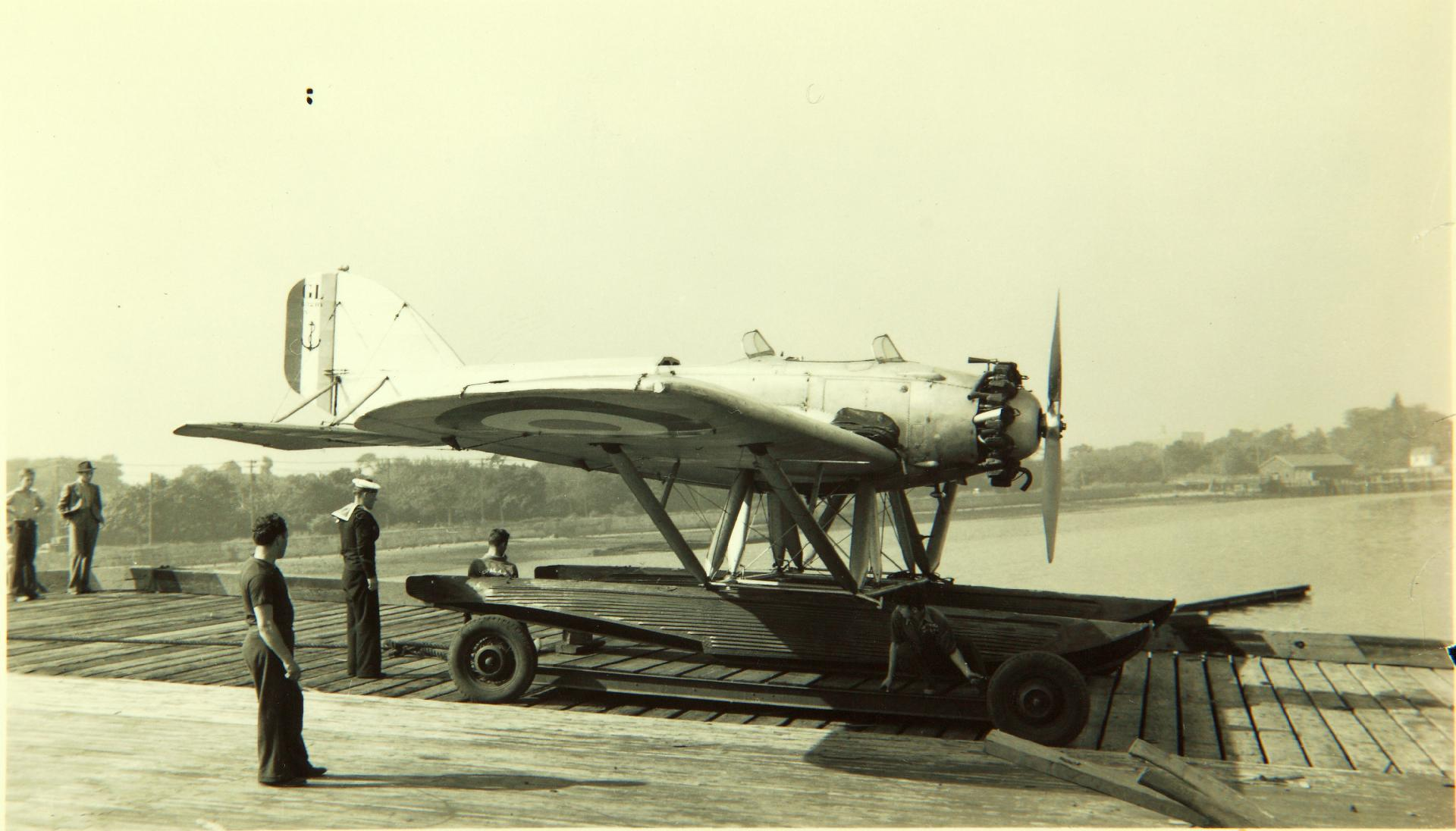
Gourdou-Leseurre GL-832 Watervliegtuig (1933)

 Gourdou-Leseurre was een Franse vliegtuigfabrikant opgericht door ingenieur Charles Edouard Pierre Gourdou en zijn zwager Jean Adolphe Leseurre. Het bedrijf was actief sinds 1917, de officiële oprichting dateert van 1921.

## Historie
Gourdou-Leseurre begon in Saint-Maur-des-Fossés ten zuidoosten van Parijs met het in licentie bouwen van militaire vliegtuigen zoals de Bréguet 14. Later begon het bedrijf met het bouwen van eigen ontwerp vliegtuigen zoals het eenmotorige GL.22 parasolvliegtuig. In 1919/2020 deed een Gourdou-Leseurre vliegtuig mee aan de Coupe Deutsch de la Meurthe racecompetitie over een parcours van 200 km en behaalde een gemiddelde snelheid van 210 km/uur; uiteindelijk werd verloren van een Nieuport-Delage toestel. 
Tussen 1925 en 1928 werd Gourdou-Leseurre overgenomen door de scheepswerf Ateliers et Chantiers de la Loire, samen met Loire en Loire-Nieuport. De vliegtuigen uit die periode werden verkocht onder de naam Loire-Gourdou, met de typecodering 'LGL' in plaats van 'GL'.
Op basis van het snelle GL.30 racevliegtuig werden diverse militaire versies ontwikkeld waarvan er vele honderden zijn gebouwd. Ook waren er verschillende watervliegtuig versies van beschikbaar.
In de jaren 1930 waren er diverse onenigheden tussen Charles Gourdou en Jean Adolphe Leseurre. Deze conflicten leidden uiteindelijk tot een breuk tussen beide oprichters en de ondergang van het bedrijf in 1934.